# Maria von Portugal (1527–1545)

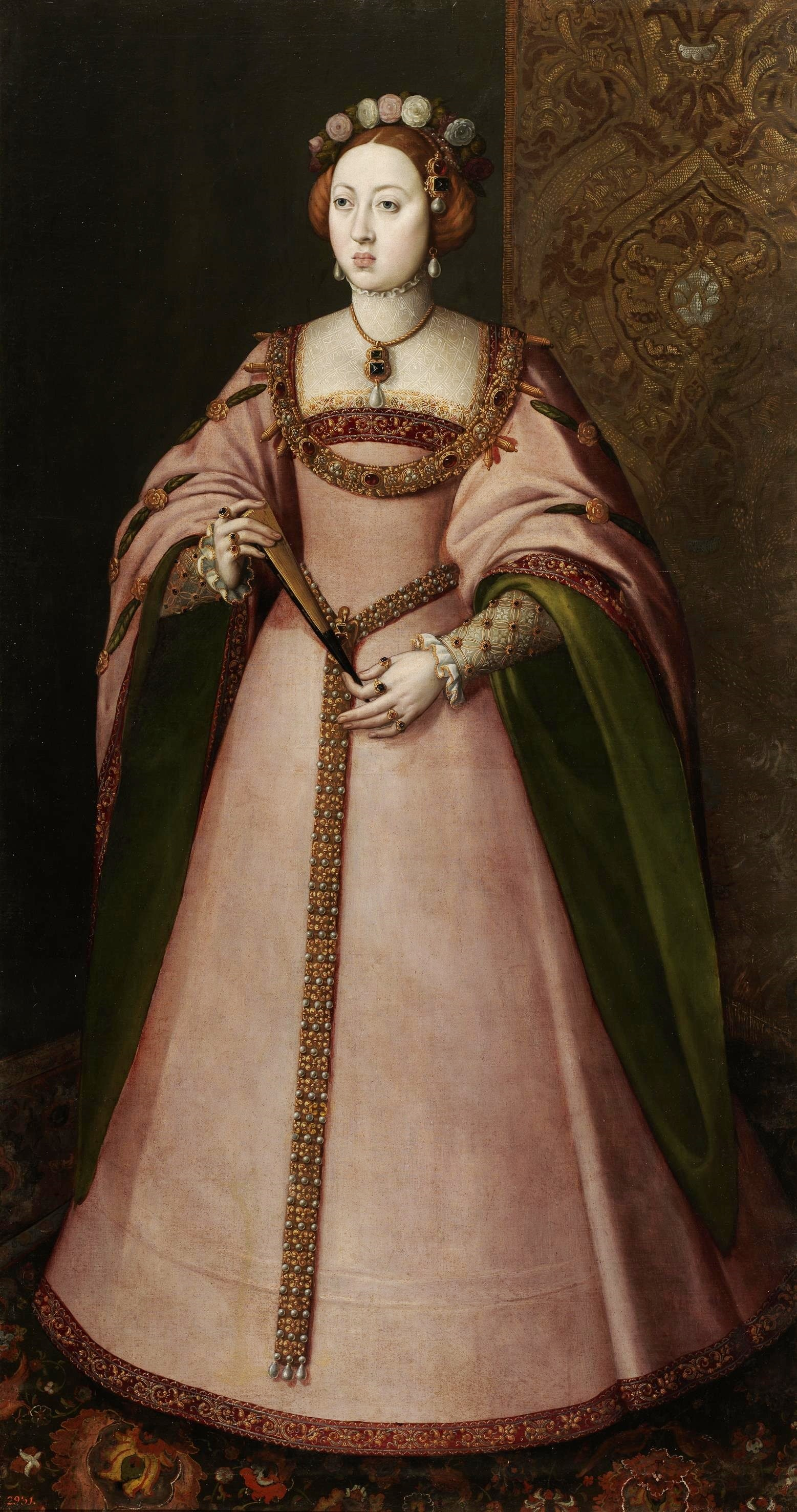
Maria Manuela von Portugal

Maria Manuela von Portugal (* 15. Oktober 1527 in Coimbra; † 12. Juli 1545 in Valladolid) war eine portugiesische Prinzessin und die erste Ehefrau des späteren spanischen Königs Philipp II. Ihre Eltern waren König Johann III. von Portugal und Katharina von Kastilien, die jüngere Schwester Kaiser Karls V.

## Leben
Bei ihrer Geburt war Maria Manuela das einzige Kind des portugiesischen Königs und wurde Erbprinzessin (Princesa herdeira da Coroa de Portugal). Diesen Titel führte sie bis zum Juni 1535, als ihr 1531 geborener Bruder Emanuel zum Thronfolger bestimmt wurde.
Zur Förderung der traditionellen verwandtschaftlichen Beziehungen zwischen dem portugiesischen und kastilischen Königshaus verfolgte Kaiser Karl V. seit 1541 den Plan, Maria Manuela mit seinem nur fünf Monate älteren Sohn und spanischen Thronfolger Philipp (II.) zu verheiraten. Er hatte dabei wohl auch die Union Portugals mit den übrigen iberischen Königreichen im Auge. Wegen der nahen Verwandtschaft der Ehegatten – Philipp war ein Cousin Marias – musste eine päpstliche Dispens eingeholt werden, die Papst Paul III. auch ohne weiteres erteilte. Die Ferntrauung der 15-jährigen Maria Manuela mit dem für sie ausersehenen Prinzen fand am 12. Mai 1543 in Almeirim statt. Fünf Monate später reiste sie in Begleitung eines Reiterzugs zu ihrem Bräutigam nach Salamanca. Als sie sich der Stadt näherte, ritt ihr Philipp aus Neugier entgegen. Die portugiesische Infantin feierte dann am 15. November 1543 in der Kathedrale von Salamanca ihre persönliche Hochzeitszeremonie mit Philipp, die vom Erzbischof von Toledo, Juan Pardo de Tavera, geleitet wurde. Philipp fungierte damals bereits als Regent Spaniens, so dass er nach den Hochzeitsfeierlichkeiten mit seiner Gemahlin zum Sitz des Hofes nach Valladolid aufbrach.
Zwar zeigte Philipp zunächst Zuneigung zu seiner Gattin, ging jedoch auf den Ratschlag seines Vaters und aus gesundheitlichen Gründen rasch zu ihr auf Distanz. Maria Manuela fühlte sich aufgrund von Philipps kühlem Benehmen ihr gegenüber im Stich gelassen.
Aus der Ehe Maria Manuelas ging am 8. Juli 1545 der spanische Thronerbe Don Carlos hervor. Die körperlichen und geistigen Gebrechen des Don Carlos werden auch auf die enge Verwandtschaft seiner Eltern zurückgeführt. Die junge Mutter war bei der Geburt von den Helferinnen so schwer verletzt worden, dass sie zu fiebern begann. Es begann ein Kompetenzstreit zwischen den portugiesischen Ärzten, denen die junge Mutter vertraute, und die Schwitzpackungen verordneten, und den spanischen Ärzten, die auf Eiswasserbäder setzten. Als Maria Manuela auf dem Totenbett lag, wollte allerdings keiner der Ärzte die Verantwortung für die Verschlechterung ihres Zustandes auf sich nehmen. Nach ihrem Tod wurde das Gerücht ausgestreut, dass sie sich als Wöchnerin heimlich Zitronen besorgt habe und dann am unerlaubten Genuss dieser Früchte gestorben sei. Maria Manuela starb vier Tage nach der Geburt ihres Sohnes am 12. Juli 1545 im Alter von nur 17 Jahren im Kindbett. Sie wurde in Kapelle 9 des Pantheon der Infanten im Real Sitio de San Lorenzo de El Escorial begraben.